# Procjena opasnosti
Procjena opasnosti temeljni je i najvažniji dokument o zaštiti na radu. Prilikom izrade procjene opasnosti pristupa se analizi svih opasnosti na radnom mjestu s ciljem njihovog uklanjanja ili smanjivanja na prihvatljivu razinu. Kod izrade procjene opasnosti koriste se priznate metode analize rizika kao što su AUVA, BG metoda i SME metoda.
Prema članku 18. ZNR-a poslodavac je u cilju unapređenja zaštite zdravlja i sigurnosti na radu dužan procjenjivati opasnosti za život i zdravlje radnika radi njihovog sprječavanja ili smanjenja te je dužan izraditi ili posjedovati procjenu opasnosti. Prema tome, svi poslodavci dužni su izraditi procjenu opasnosti, što je do sada bila obveza samo u pojedinim djelatnostima kao što su industrija, građevinarstvo te djelatnostima kod kojih postoji veća opasnost od ozljeda na radu. 
Pravilnikom o izradi procjene opasnosti (N.N., br. 48/97., 114/02. i 126/03.) definirane su situacije u kojima poslodavac mora pristupiti izradi revizije procjene opasnosti. Te situacije su:
1. U slučaju smrtne, skupne ili teže ozljede na radu
2. U slučaju profesionalne bolesti te poremećaja u procesu rada
3. U slučaju izmjena u procesu rada koje utječu na sigurnost i zdravlje radnika
4. Po nalogu inspektora rada
5. Najmanje svake dvije godine

Osim navedenih situacija postoje još i određeni slučajevi kada je potrebno izvršiti reviziju procjene opasnosti:
1. Nezadovoljavanja kvalitete "nulte" procjene
2. Promjena propisa koji neposredno utječu na sadržaj procjene

Pravilnikom o izradi procjene opasnosti definirano je da poslodavac može izraditi sam reviziju procjene opasnosti ili taj posao može povjeriti ovlaštenoj ustanovi.

Procjena opasnosti za radna mjesta s računalom obavezna je i definirana je Pravilnikom o sigurnosti i zaštiti zdravlja pri radu s računalom (N.N., br. 69/05.) 

Prema navedenom Pravilniku, radnim mjestom s računalom smatra se ono na kojem radnici rade ukupno 4 ili više sati tijekom radnog dana. U procjeni opasnosti potrebno je obraditi zahtjeve koje mora ispunjavati svako radno mjesto s računalom, a odnose se na opremu radnog mjesta (zahtjevi za zaslone, tipkovnice, radni stol ili radnu površinu, radni stolac),  radni okoliš (zahtjevi vezani za prostor, osvijetljenost, bliještanje i odsjaje, buku, mikroklimatske uvjete, zračenja) te na programsku opremu.

## Vanjske poveznice
- Portal zaštita na radu - Procjena opasnosti  Arhivirana inačica izvorne stranice od 30. siječnja 2013. (Wayback Machine)
- WebZNR aplikacija - modul za procjenu rizika